# Colégio
Colégio – stacja metra w Rio de Janeiro, na linii 2. Zlokalizowana jest pomiędzy stacjami Irajá i Coelho Neto. Została otwarta 31 sierpnia 1998.